# Diego Bermejo Romero de Terreros
Diego Bermejo Romero de Terreros (México, 13 de noviembre de 1954) es un diplomático español. Embajador de España en Jamaica (desde 2020) con concurrencia con: Bahamas, Dominica, San Cristóbal y Nieves, y Antigua y Barbuda.

## Biografía
Licenciado en Derecho, ingresó en 1982 en la carrera diplomática. Ha sido secretario en la embajada de España en Lisboa, vocal asesor en el Gabinete de la Presidencia del Gobierno, asesor adscrito al Defensor del Pueblo y Cónsul General de España en Santo Domingo. Desempeñó la Segunda Jefatura de la embajada de España en París (2003-2008) y fue embajador de España en la República Dominicana (enero de 2008-julio de 2011); en Paraguay (2013-2017).
En 2020 fue nombrado embajador de España en Jamaica.